# Myszkowice (województwo mazowieckie)
Myszkowice – wieś sołecka w Polsce położona w województwie mazowieckim, w powiecie łosickim, w gminie Platerów.
Wieś posiadał w 1673 roku stolnik podlaski Maciej Krassowski. W latach 1975–1998 miejscowość administracyjnie należała do województwa bialskopodlaskiego.
Wierni Kościoła rzymskokatolickiego należą do parafii Matki Bożej Różańcowej w Łysowie.